# Hrabstwo Polk (Minnesota)
Hrabstwo Polk (ang. Polk County) – hrabstwo w stanie Minnesota w Stanach Zjednoczonych. Hrabstwo zajmuje powierzchnię 5172 km². Według szacunków United States Census Bureau w roku 2010 liczyło 31 600 mieszkańców. Siedzibą administracyjną hrabstwa jest Crookston.

## Miasta
- Beltrami
- Climax
- Crookston
- East Grand Forks
- Erskine
- Fertile
- Fisher
- Fosston
- Gully
- Lengby
- McIntosh
- Mentor
- Nielsville
- Trail
- Winger